# 북방관머리보관조
북방관머리보관조(학명: Pauxi pauxi)는 보관조과 관머리보관조속에 속하는 조류의 일종으로, 북부 남아메리카에 서식한다.